# Fernando Fernández de Carrión

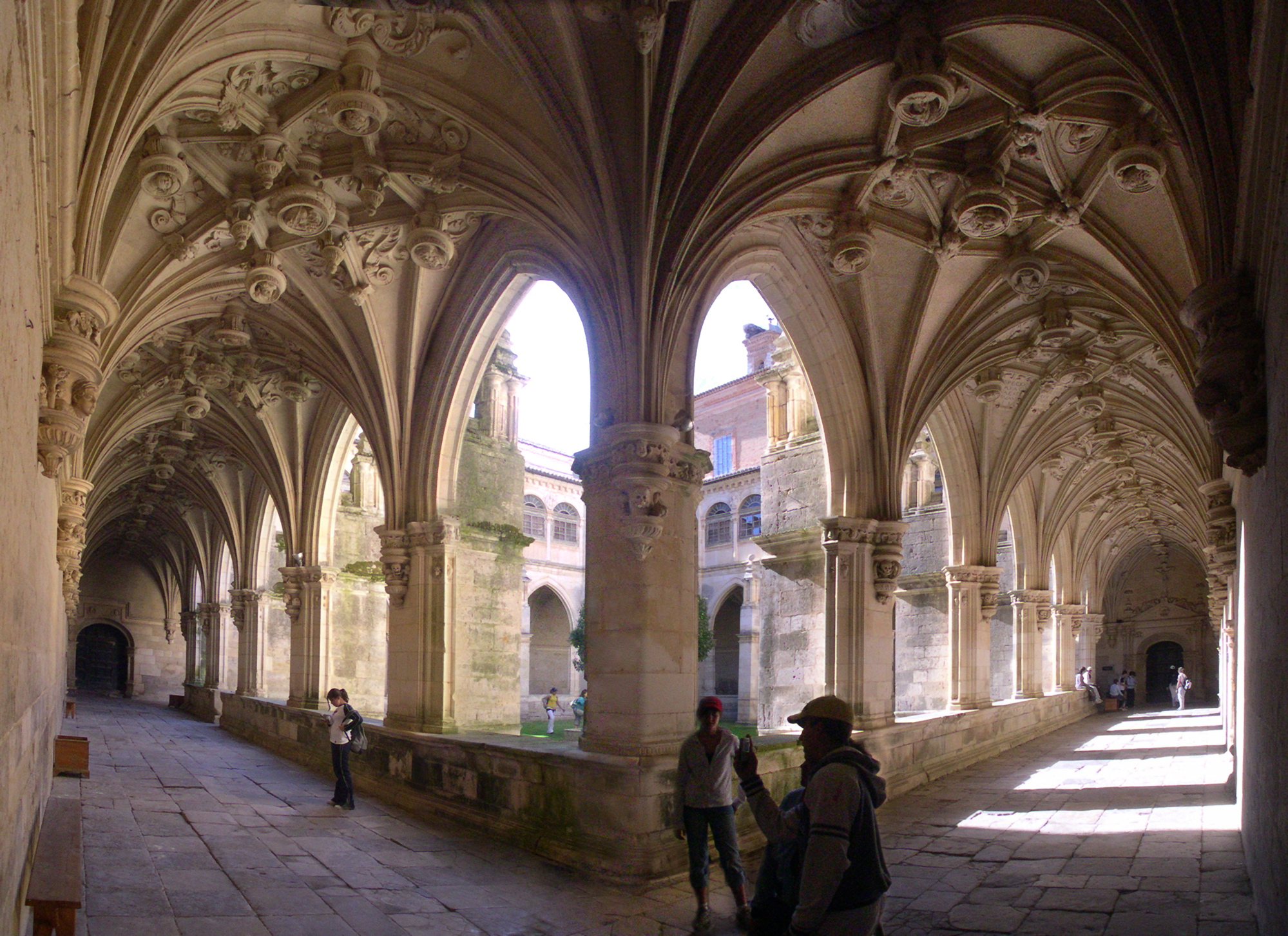
Claustro del monasterio de San Zoilo en Carrión de los Condes, donde Fernando estuvo enterrado

Fernando Fernández de Carrión  (fl.  1107–1126) fue un conde  en el Reino de León durante el reinado de la reina Urraca.

## Orígenes y relaciones familiares
No se conoce el nombre de su padre, aunque por su patronímico se llamaría Fernando. Su madre fue la condesa Aldonza Muñoz, hija del conde Gómez Díaz de Carrión y de Teresa Peláez. Aldonza habría casado primero con un Fernando y después contrajo un segundo matrimonio con el conde Munio Fernández, de quien fue la segunda esposa, y de cuyo matrimonio tuvo una hija llamada Elvira Muñoz.
Fernando estuvo al servicio de Enrique de Borgoña, conde del condado Portucale, desde 1108 hasta la muerte de Enrique en 1112. Después de la muerte del conde, Enrique ya no aparece en documentos portugueses. Fuera de Portugal tuvo en diferentes momentos las tenencias de Salnellas (1113), Toro (1116–17), Bolaños (1117), Tierra de Campos (1119) y la posesión de la tenencia de Malgrat, actualmente Benavente, de 1117 a 1124. Una acta espuria de un supuesto sínodo en Oviedo en 1115 registra la presencia de Fernando, llamándole ex campi Zamorae, et campi Tauri («del campo de Zamora y del campo de Toro», es decir, procedente de esas tenencias). Una descripción similar de territorios aparece en un documento de 1117: tauro et in camorus mandante («gobernando en Toro y en Zamora»).

El conde Fernando estuvo presente en 1121 cuando la corte real pasó el invierno en León. Hizo redactar dos documentos por los notarios reales Pedro Vicéntez y Juan Rodríguez, ambos fechados en el reinado conjunto de Urraca y su hijo, el futuro Alfonso VII. La primavera siguiente Urraca hizo campaña en Galicia, quizás con Fernando de acompañante. La muerte de Fernando probablemente ocurrió hacia el final del reinado de Urraca, cuando ya no aparece ni en las cartas de Alfonso VII, ni en la Chronica Adefonsi imperatoris en la lista de los  nobles que rinden homenaje al nuevo rey en 1126. Está enterrado en San Zoilo de Carrión y la inscripción en su tumba la anotó Prudencio de Sandoval.
PULVIS EN HAC FOSSA PARITER TUMULANTUR ET OSSA
CONSULIS ILLUSTRIS FERDIANDI MALGRATENSIS
("[Hay] polvo en esta tumba y también están enterrados los huesos 
del ilustre cónsul Fernando de Malgrat)

## Matrimonios y descendencia
Fernando ya estaba casado el 8 de julio de 1117 con Elvira Alfónsez, hija ilegítima de Alfonso VI  y de Jimena Muñoz cuando Fernando, acompañado por su esposa, donó una cuarta parte del monasterio de Santa María de Ferreira de Pantón a la abadía de Cluny.